# 79-та піхотна дивізія (Третій Рейх)
79-та піхотна дивізія (Третій Рейх) (нім. 79. Infanterie-Division) — піхотна дивізія Вермахту за часів Другої світової війни.

## Історія
79-та піхотна дивізія сформована 26 серпня 1939 у Гаммельбург/Ідар-Оберштайн під час 2-ї хвилі мобілізації Вермахту.

## Райони бойових дій
- Німеччина (Західний Вал) (серпень 1939 — травень 1940);
- Франція (травень 1940 — червень 1941);
- Генеральна губернія (червень — липень 1941);
- СРСР (південний напрямок) (липень 1941 — листопад 1942);
- СРСР (Сталінград) (листопад 1942 — січень 1943);
- СРСР (південний напрямок) (березень 1943 — серпень 1944);
- Румунія (серпень 1944);

## Командування

### Командири
1-ше формування
- генерал-майор, з 1 червня 1940 генерал-лейтенант Карл Штрекер (нім. Karl Strecker) (26 серпня 1939 — 12 січня 1942);
- оберст, з 1 червня 1942 генерал-майор, з 1 грудня 1942 генерал-лейтенант Ріхард фон Шверін (нім. Richard von Schwerin) (12 січня 1942 — 31 січня 1943);

2-ге формування
- генерал-лейтенант Ріхард фон Шверін (березень — 5 червня 1943);
- оберст, з 1 вересня 1943 генерал-майор Генріх Крайпе (нім. Heinrich Kreipe) (5 червня — 25 жовтня 1943);
- генерал-майор, з літа 1944 генерал-лейтенант Фрідріх-Август Вайнкнехт (нім. Friedrich-August Weinknecht) (25 жовтня 1943 — 29 серпня 1944).

## Нагороджені дивізії
Нагороджені дивізії
Нагороджені Сертифікатом Пошани Головнокомандувача Сухопутних військ для військових формувань Вермахту за збитий літак противника
- 16 травня 1942 — 2-га рота 226-го піхотного полку за дії 19 жовтня 1941 (75).

|  | Кавалери Золотого Німецького Хреста                                                                        | 51                                                                                  |
|  | Кавалери Лицарського хреста Залізного хреста з Дубовим листям                                              | 2 (№ 180 гауптман Гюнтер Гебель — 18.01.1943 № 477 оберст Фріц Мюллер — 14.05.1944) |
|  | Кавалери Лицарського хреста Залізного хреста                                                               | 14                                                                                  |
|  | Кавалери Почесної відзнаки Сухопутних військ «Почесна застібка на орденську стрічку для Сухопутних військ» | 10                                                                                  |

- Нагороджені Сертифікатом Пошани Головнокомандувача Сухопутних військ (3)